# عزلة سائلة زبيد (ذمار)
عزلة سائلة زبيد هي إحدى عزل مديرية عنس في محافظة ذمار اليمنية ويبلغ تعداد سكانها 9378 نسمة حسب التعداد السكاني في اليمن لعام 2004.

## روابط خارجية
- الجهاز المركزي للإحصاء بالجمهورية اليمنية
- المركز الوطني للمعلومات باليمن نسخة محفوظة 10 أبريل 2015 على موقع واي باك مشين.
- World Gazetteer:Yemen
- الدليل الشامل